# Пиц Кеш
Пиц Кеш (Piz Kesch) е най-високият връх на хребета Албула в Ретийските Алпи. Намира се в Швейцария, кантон Граубюнден. През него минава вододелното било между водосборните басейни на Северно море (река Рейн) и Средиземно море (река Ин, приток на Дунав). Височина - 3418 м.
Пиц Кеш е сравняван със замък заради своята внушителна пирамидална форма и остър завършек - поне, ако се гледа от запад. От юг и запад той е скалист и почти отвесен, а в северното му подножие е образуван неголемият ледник Поршабела - дълъг 2,5 км. Издига се с 200 м над околните била. Завършва с три малки връхчета. Второто по височина няма име, но достига 3405 м, докато третото се нарича Кешнадел (3386 м).
Върхът представлява интерес за планинари с усет за ектремните преживявания. Класическият маршрут за изкачването му е приятен и не е дълъг, поради което е възможен и без специална екипировка. Що се отнася до Кешнадел (чието име означава „игла“), там е територия само за алпинисти.От северната страна на височина 2650 м се намира хижа с името Кеш (Keschhüte).
Изкачен е за първи път на 7 септември 1846 г. трима швейцарци - Кристиан Каспер, Йохан Коац (който по-късно е първият покорител и на Бернина) и Й. Чарнер.